# 柯林·詹姆士
柯林·詹姆士·孟恩（英語：Colin James Munn，1964年8月17日—）是一名加拿大男音樂家、創作歌手和唱片製作人。知名作品如2007年專輯《顯露頭角》（Limelight），在加拿大的銷售中獲得了金唱片認證。2008年1月，詹姆士憑第十張專輯《柯林·詹姆士與小小樂隊3》（Colin James & The Little Big Band 3）而贏得楓藍調獎（Maple Blues Awards）三個獎項：「年度最佳藝人」、「年度最佳電氣法案」和「年度最佳唱片」。自1997年起，詹姆士便是楓藍調獎的常客，入圍和獲獎次數共計超過二十次。

## 外部連結
- 官方網站 （页面存档备份，存于）
- Colin James （页面存档备份，存于） at AuthenticBlues.com Archive.today的存檔，存档日期2013-01-17
- Maple Blues Awards （页面存档备份，存于）